# سيراس بيسلي
سيراس بيسلي (بالإنجليزية: Cyrus Beasley) هو مجدف أمريكي، ولد في 29 فبراير 1972 في نيوبوريبورت في الولايات المتحدة.

## وصلات خارجية
- سيراس بيسلي على موقع الاتحاد الدولي للتجديف (الإنجليزية)
- سيراس بيسلي على موقع اللجنة الأولمبية الدولية (الإنجليزية)
- سيراس بيسلي على موقع أوليمبيديا (الإنجليزية)